# 張之彥
張之彥，編劇及編審。
於1996-99年期間於新城電台工作。2000年加入無線電視開展編劇的生涯，期間曾於小馬歌製作室、新視線集團、壹電視及香港媒體製作工作，曾參與創作的電視劇包括《衝上雲霄》、《天涯俠醫》、《太極》、《賭場風雲》、《勝者為王之爭霸》、《真的漢子》（台灣）、《警界線》等等，2013年任編審，參與創作的作品包括網劇《遇上200%的你》，電視劇《大眾情性》、《男排女將》。

## 電視劇作品
- 《婚姻乏術》（2000年製作，編劇）
- 《蕭十一郎》（2001年製作，編劇）
- 《駁命老公追老婆》（2001-2002年製作，編劇）
- 《衝上雲霄》（2002年製作，編劇）
- 《戀愛自由式》（2003年製作，編劇）
- 《隔世追凶》（2004年製作，編劇）
- 《十兄弟》（2004年製作，編劇）
- 《天涯俠醫》（2004年製作，編劇）
- 《太極》（2006年製作，編劇）
- 《賭場風雲》（2006年製作，編劇）
- 《蘭花刼》（2006年製作，編劇）
- 《律政新人王II》（2007年製作，編劇）
- 《當狗愛上貓》（2007年製作，編劇）
- 《生命有明天》（2007年製作，編劇）
- 《勝者為王之爭霸》（2008年製作，編審之一）
- 《華麗上班族之生活與生存》（編劇）
- 《真的漢子》（2010-2011年製作，編劇）
- 《警界線》（2012-2013年製作，編劇）
- 《大眾情性》（2013-2014年製作，編審之一，與冼少玲合作）
- 《男排女將》（2019-2020年製作，編審）
- 《社內相親》（2023年製作，編審之一，與陳琪合作）